# Cantó de Montchanin
El cantó de Montchanin és un cantó francès del departament de Saona i Loira, situat al districte de Chalon-sur-Saône. Té 5 municipis i el cap és Montchanin.

## Municipis
- Écuisses
- Montchanin
- Saint-Eusèbe
- Saint-Julien-sur-Dheune
- Saint-Laurent-d'Andenay

## Història
| Data d'elecció                           | Identitat           | Partit           | Qualitat |
| ---------------------------------------- | ------------------- | ---------------- | -------- |
| 1945-1970                                | Lucien Parriat      | SFIO             |          |
| 1970-1982                                | Louis Farastier     | SFIO, després PS |          |
| 1982-1988                                | Pierre Forest       | PS               |          |
| 1988-2008                                | Pierre Corneloup    | RPR, després UMP |          |
| 2008-                                    | Jean-Yves Vernochet | PS               |          |
| les dades anteriors no són pas conegudes |                     |                  |          |
|                                          |                     |                  |          |

## Demografia
| A partir de 1990: Població sense dobles comptes |